# Jozef Brňák
Jozef Brňák (* 20. prosince 1955) je bývalý slovenský fotbalista, záložník.

## Fotbalová kariéra
V československé lize hrál za Slovan Bratislava. Nastoupil v 75 utkáních a dal 5 ligových gólů. V Poháru vítězů pohárů nastoupil v roce 1982 v utkání 1. kola proti Interu Milán.

## Ligová bilance
| Ročník                                   | Zápasy | Góly | Klub              |
| ---------------------------------------- | ------ | ---- | ----------------- |
| 1. československá fotbalová liga 1979/80 | 14     | 2    | Slovan Bratislava |
| 1. československá fotbalová liga 1980/81 | 22     | 0    | Slovan Bratislava |
| 1. československá fotbalová liga 1981/82 | 23     | 2    | Slovan Bratislava |
| 1. československá fotbalová liga 1982/83 | 16     | 1    | Slovan Bratislava |
| CELKEM                                   | 75     | 5    |                   |